# 신안초등학교 (산청군)
신안초등학교는 대한민국 경상남도 산청군 신안면 하정리에 있는 공립 초등학교이다.

## 학교 연혁
- 1929년 9월 26일 신안공립보통학교(4년제) 개교
- 1938년 4월 1일 신안공립심상소학교(6년제)로 개칭
- 1941년 4월 1일 신안공립국민학교로 개칭
- 1946년 7월 31일 신안국민학교로 개칭
- 1980년 4월 1일 병설유치원 인가
- 1996년 3월 1일 신안초등학교 개칭
- 1997년 3월 1일 월성초등학교 통합
- 1998년 3월 1일 둔철분교장 통합
- 2017년 3월 1일 제25대 윤정순 교장 부임
- 2020년 2월 13일 제88회 졸업식(총 3,733명 졸업)

## 학교 상징
- 교화 - 국화 : 국화과에 속하는 여러해살이 풀로 우리나라 세계 각국에 분포되어 있음 늦은 가을에 아름다운 꽃을 피우며 약용, 양조, 향료, 관상용으로 이용됨 불로장수, 고고한 기품, 상서로움을 상징함
- 교목 - 소나무 : 소나무과에 속하는 상록침엽교목으로 대한민국, 중국, 일본에 분포되어 있음 높이 30m, 둘레 6m까지 자라며 건축재, 선박재, 조각재, 약용으로 이용됨 꿋꿋한 기개, 곧은 기상, 고고한 기품을 상징함

## 참고 자료
- 신안초등학교 - 한국교육학술정보원 학교알리미